# پاتریک پویان
پاتریک پویان (به فرانسوی: Patrick Pouyanné) (زاده ۲۴ ژوئن ۱۹۶۳) کارآفرین، بازرگان و مدیر ارشد اجرایی فرانسوی است، که اکنون به‌عنوان مدیر عامل اجرایی شرکت توتال فعالیت می‌کند.